# Podpeč nad Marofom
Podpeč nad Marofom is een plaats in Slovenië en maakt deel uit van de gemeente Šentjur in de NUTS-3-regio Savinjska. De plaats telde 23 inwoners op 1 januari 2020.